# Askebæger
Et askebæger bliver benyttet til at deponere skodder og aske fra cigaretter, cigarer, piber og andre tobaksprodukter fremstillet til rygning.
Askebægre findes i mange former og farver. En klassisk form er dog den runde/ovale. Bægret er naturligvis lavet af ikke-brandbart materiale, oftest keramik eller glas, og der er på mange askebægre lavet små indhug i kanten af bægret så man kan klemme sin cigaret eller cerut fast.
Askebægret bliver for det meste brugt indendøre, både i hjemmet, på restauranten, på baren, på arbejdspladsen osv. Dette opfordrer folk til ikke at smide deres aske og skodder på gulvet og/eller i møblerne.
Efter indførelse af rygeforbud på næsten alle indendørs arbejdspladser er der nu også monteret askebægre udendørs.
- Wikimedia Commons har flere filer relateret til Askebæger